# Bijektivna preslikava
Bíjektivna preslikáva ali bijékcija je v matematiki preslikava {\displaystyle f:{A\to B}}, ki je injektivna in surjektivna hkrati. Pri bijektivni preslikavi je poljuben element množice {\displaystyle B} slika točno enega elementa množice {\displaystyle A}, zato v tem primeru obstaja tudi obratna preslikava {\displaystyle f^{-1}:{B\to A}}. To je razlog, da bijektivno preslikavo imenujemo tudi povratno enolična preslikava med množicama {\displaystyle A} in {\displaystyle B}.
Dve množici imata enako moč (enako število elementov), samo če med njima obstaja bijektivna preslikava. Ta definicija je še posebej uporabna pri primerjanju moči neskončnih množic.